# Johann von Leers

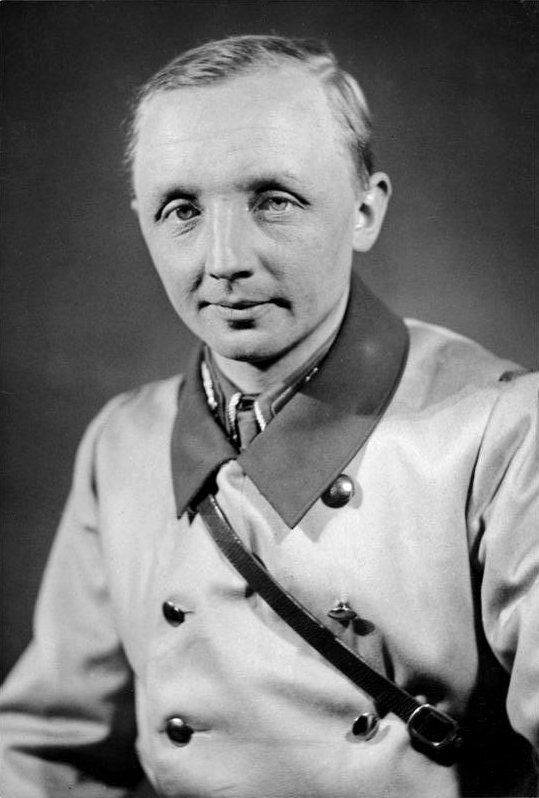
Johann von Leers (1933)

Johann Jakob Werner Wilhelm Hans Friedrich Ernst Rudolf von Leers, auch Johann-Jakob von Leers (* 25. Januar 1902 in Vietlübbe, Mecklenburg; † 5. März 1965 in Kairo, Ägypten; mit zahlreichen Pseudonymen nach 1945) war ein deutscher NS-Publizist und Jurist. Während der Zeit des Nationalsozialismus wurde von Leers zum Universitätsprofessor für Geschichte ernannt. Häufig arbeitete er als Journalist. Er gehörte zeitlebens zu den umtriebigsten antisemitischen Propagandisten. 1955 ließ er sich in Ägypten nieder, konvertierte zum Islam und betrieb in Zusammenarbeit mit der ägyptischen Regierung weiterhin antisemitische Propaganda.

## Leben
Johann von Leers entstammte der 1791 in den Reichsadelsstand erhobenen ursprünglichen Kaufmanns- und späteren Mecklenburger Gutsbesitzerfamilie Leers (auf den Gütern Schönfeld, Mühlen Eichsen und Vietlübbe im Amt Gadebusch). Er war der älteste Sohn von Kurt (Alfred August Constantin Leopold Heino) von Leers aus dem Haus Schönfeld (* 12. August 1871 in Demmin; † 1917) und seiner Ehefrau Elisabeth Ida Auguste, geb. von Buch (* 3. September 1877 in Strehlen (Dresden); † 1940). Sein jüngster Bruder Kurt Mathias von Leers war katholischer Theologiestudent und starb 1945 an den Folgen monatelanger KZ-Haft.
Nach dem Besuch der Gymnasien Stralsund und Waren (Müritz) legte von Leers 1921 sein Abitur am Gymnasium Neustrelitz ab. Nachfolgend studierte er Rechtswissenschaften an den Universitäten Kiel, Berlin und Rostock und in den Nebenfächern Geschichte und Volkswirtschaft. 1924 beendete er sein Jurastudium in Rostock mit dem ersten Staatsexamen. Ein Jahr später promovierte von Leers mit der Arbeit Die Werkwohnung in der Gesetzgebung bei Tatarin-Tarnheyden. Er war von 1923 bis 1924 im Bund Wiking, danach im Jugendbund der Adler und Falken, einem ideologisch-propagandistischen Verein für Rassenbiologie und „nordische Kultur“ samt „germanischer Religion“ aktiv. Von 1926 bis 1928 arbeitete er im Auswärtigen Amt, als Kulturattaché für den Fernen Osten, wo er damit begann, sich intensiv mit der „Judenfrage“ zu beschäftigen. Die Menschheit müsse vor der „Versklavung durch die Juden“ gerettet werden. Nach seinem Ausscheiden aus dem Dienst kehrte Leers auf das stark verschuldete Familiengut Vietlübbe zurück, konnte aber dessen Konkurs und Verlust, für den er „die Juden“ verantwortlich machte, nicht verhindern. Zum 1. August 1929 trat er in die NSDAP ein (Mitgliedsnummer 143.709) und wurde einer der engsten Mitarbeiter von Joseph Goebbels. Von jetzt an wurde er Versammlungsredner der Partei und Journalist des Angriff. Gleichzeitig wurde von Leers zum Hauptschriftleiter bzw. Mitherausgeber der NS-Zeitschrift Wille und Weg. 1932 veröffentlichte er die Biographie Adolf Hitler, die fortan von der Partei als maßgebend betrachtet wurde.
1930 bis 1931 war von Leers Mitglied der SA. 1932/33 wurde er zum Bundesschulungsleiter des NSDStB ernannt. Im April 1933 führte er eine deutsche Delegation an, die an einer Konferenz des International Student Service (ISS) an der Universität Leiden teilnahm. Der ISS war ein Zusammenschluss von Studenten und Dozenten, der die internationale Zusammenarbeit fördern sollte. Voraussetzung war völlige politische Neutralität der Teilnehmenden, es sollte zu einer „unbefangenen Verständigung auf internationaler Ebene“ kommen. Kurz vor Schluss der Konferenz ließ der Rektor, der Historiker Johan Huizinga, Leers zu sich rufen. Der Senat der Universität hatte eine antisemitische Broschüre von Leers zu Gesicht bekommen und Huizinga beauftragt, ihn zur Rede zu stellen. Die antisemitische Schrift trug den Titel Forderung der Stunde: Juden raus! Darin verlangte der Autor, dass die religiöse Minderheit der Juden aus Deutschland vertrieben werden sollte. In der Broschüre wurde behauptet, Juden begingen rituelle Morde an Christenkindern, und das stelle eine Gefahr für die Christen in Deutschland und in aller Welt dar. Leers bekannte sich zu diesem Werk, redete sich aber heraus, die Broschüre sei eine ohne sein Wissen wiederaufgelegte Version eines schon vor längerer Zeit geschriebenen Werkes. Er verwies dann darauf, dass seine Auffassungen durch „hohe Persönlichkeiten“ in Deutschland geteilt würden. Darauf bat ihn der Rektor, von der Gastfreundschaft der Universität keinen weiteren Gebrauch mehr zu machen und abzureisen. Huizinga beendete das Gespräch, ohne Leers zum Abschied noch die Hand zu reichen. Darauf reiste die deutsche Delegation vor Ende der Tagung ab. Die ab dem 30. Januar amtierende antisemitische deutsche Reichsregierung protestierte in den Niederlanden und Huizinga erhielt Vortragsverbot für das Reich. Die Historische Zeitschrift in Deutschland, bei der gerade ein Aufsatz über Burgund von Huizinga im Druck war, distanzierte sich von ihrem Autor. Huizingas Engagement gegen den deutschen Antisemitismus fand in Leiden und in den Niederlanden nicht nur Beifall. Einige Universitätskuratoren kritisierten ihn, aber es gab vorwiegend Zustimmung für Huizingas Handeln, das in der niederländischen Presse für ein schlechtes Image der Deutschen gesorgt hatte.
Am 14. Mai 1936 erfolgte von Leers’ Aufnahme in die SS als Untersturmführer (später befördert zum Obersturmführer) und seine Ernennung zum SS-Führer beim Stab des Rasse- und Siedlungshauptamtes (SS-Nummer 276.586). Seine Begeisterung für das „Bauerntum“ und dessen vorgeblich arteigene Gesinnung führte ihn zur Zusammenarbeit mit Walther Darré und dessen „Reichsnährstand“.

### Religion, Lehrkraft
Leers war befreundet mit den Rassisten Ernst Bergmann, Anhänger einer „Odinsreligion“, und dem Rassebiologen Hans F. K. Günther. Er gehörte 1933/34 zeitweise zum Führerrat der von Jakob Wilhelm Hauer gegründeten Deutschen Glaubensbewegung, in der Rassismus und Religion verbunden wurden. Jede Rasse besitze ein eigenes „religiöses Artbild“. Das Christentum war für Leers eine Mischung von „Minderwertigkeit und jüdischer Philosophie“. Für seine antichristlichen Aktivitäten erhielt Leers Schutz von Rudolf Heß und Wilhelm Frick, traf aber auf die Gegnerschaft seines früheren Förderers Goebbels, der zu dieser Zeit keinen Machtkampf mit den Kirchen wünschte. In der Folge befand sich Leers im gleichen ideologischen Lager wie Alfred Rosenberg und der Bauernminister Walther Darré. Im Projekt „Koranstellen, die sich auf den Führer beziehen sollen“, als dem vorhergesagten Messias, 1943 angesiedelt im RSHA, Forschungsstelle Orient, kam es zu weiteren dokumentierten Kontakten zwischen Leers und Heinrich Himmler.
Leers war Vorstandsmitglied einer „Gesellschaft für Germanische Ur- und Frühgeschichte“ und gab daher die Nordische Welt heraus. Er hatte sich zum Ziel gesetzt, die Lehre des Herman Wirth zu propagieren; Leers und Wirth kannten sich seit 1933 aus der Hauer-Bewegung; Leers hatte Wirth 1934 mit Himmler bekannt gemacht. Mit Himmler hatte er als Kader beim Ahnenerbe viel zu tun.
Leers durfte an der Berliner Verwaltungsakademie zunächst (1933) die „Abteilung für Außenpolitik und Auslandskunde“ leiten, dann die Erwachsenenbildung nationalsozialistisch ausrichten. Seit 1933 war er Dozent an der Deutschen Hochschule für Politik. 1936 erhielt er an der Universität Jena einen Lehrauftrag, genannt „Deutsche Rechts-, Wirtschafts- und politische Geschichte auf rassischer Grundlage“, wurde 1938 außerplanmäßiger Professor und bekam im März 1940 einen Lehrstuhl für „Deutsche Geschichte, insbesondere deutsche Bauerngeschichte“, ohne dass er Geschichte studiert, geschweige denn sich habilitiert hätte. Jena galt als NS-Hochburg. Im vom Meer weit entfernten Jena wurde 1942 ein „Seminar für Seegeschichte und Seegeltung“ neu errichtet, dessen Leiter er wurde. Zu seinen Assistentinnen in Jena gehörten Ingeborg Meinhof und Renate Riemeck (später die Pflegemutter der Rote-Armee-Fraktion-Terroristin Ulrike Meinhof), die 1943 durch ihn promoviert wurden. Seit 1943 war Leers aufgrund von Plagiatsvorwürfen auch innerhalb der NSDAP umstritten.

### Schriftleiter und NS-Propaganda
Nach der Machtergreifung der Nationalsozialisten gehörte Leers im Oktober 1933 zu den 88 Unterzeichnern des Gelöbnisses treuester Gefolgschaft zu Adolf Hitler.
Von 1933 bis 1945 war von Leers Autor zahlreicher NS-Propagandaschriften, darunter Juden sehen dich an (1933) (95 Seiten, bösartige Anspielung auf den Titel Tiere sehen dich an; 6 Kapitel: I. Blutjuden, II. Lügenjuden, III. Betrugsjuden, IV. Zersetzungsjuden, V. Kunstjuden, VI. Geldjuden), Blut und Rasse in der Gesetzgebung (1936), Rassen, Völker und Volkstümer (1939) und als Übersetzer von Babylon unter Davidsternen und Zuchthausstreifen. Amerikanische Jugend von heute von Luigi Olivero (dt. 1944; aus dem Italienischen – Runge, Berlin).
Die in mittelgroßer Auflage produzierten Werke versuchten „das Weltjudentum“ zum Erbfeind und den Nazi-Mann zum Eros zu stilisieren. In Die Verbrechernatur der Juden schreibt er: „Judentum ist biologische Erbkriminalität, religiöser Synkretismus mit einem starken Anteil von Dämonenglauben. Wer gegen das Judentum kämpft, der ‚tut das Werk des Herrn‘ und kämpft einen Gotteskampf.“ Vom Anfang seiner Publizistik an bezeichnete Leers die Juden als Weltherrscher im Sinne der „Protokolle der Weisen von Zion“ und beschuldigte sie des Ritualmords.
Über Albert Einstein schrieb er 1933 in Juden sehen dich an: „Erfand eine stark bestrittene ‚Relativitätstheorie‘. Wurde von der Judenpresse und dem ahnungslosen deutschen Volke hoch gefeiert, dankte dies durch verlogene Greuelhetze gegen Adolf Hitler im Ausland. (Ungehängt).“
Hitlers Angriff auf die Sowjetunion hielt von Leers persönlich für einen Fehler: er unterstützte im Sinne der junkerschen Tradition eine Annäherung Deutschlands und Russlands (auch des bolschewististischen Russlands). Mitte der 1930er Jahre wurde er wegen seines Engagements gegen die antibolschewistische Propaganda aus seinem Amt an der Deutschen Hochschule für Politik entlassen. Auch nach dem Krieg unterstützte er noch eine Art „Verständigung“ mit der Sowjetunion.
Leers war einer der Hauptautoren der vom Nationalsozialistischen Lehrerbund (NSLB) von 1933 bis 1944 Monat für Monat in Millionenauflage herausgegebenen Schülerzeitschrift Hilf mit! und zeitweise auch als deren Schriftleiter für die „politische Redaktion“ zuständig. Mit seinen eigenen über 100 Artikeln übertraf er die Zahl der Beiträge aller anderen Autoren und beherrschte den Bereich „Geschichte“ in Hilf mit!. Er indoktrinierte die Schüler mit antisemitischer Propaganda und Hitlers Führungsqualitäten verherrlichenden Erzählungen. Außerdem war Leers zeitweise Hauptschriftleiter der seit 1934 erscheinenden und an alle Lehrer kostenlos abgegebenen Zeitschrift Volksaufklärung und Schule (VS), des „Informationsdienstes für die ganze Lehrerschaft“. VS wurde auch vom nationalsozialistischen Lehrerbund herausgegeben. Damit verantwortete Leers auch die nationalsozialistische Indoktrination der Lehrer.

### Nachkriegszeit
1945/46 war von Leers in der amerikanischen Besatzungszone interniert, konnte jedoch fliehen und lebte die nächsten Jahre unter falschem Namen in der britischen Besatzungszone in der Nähe von Bonn. 1950 floh er weiter über Hamburg nach Buenos Aires (wohin die sogenannte „Rattenlinie“ führte), wo er dann im deutschen Dürer-Verlag gemeinsam mit Dieter Vollmer als Verlagslektor wirkte; hier war er für das Buchprogramm und die Herausgabe der Zeitschrift Der Weg für die Nationalsozialisten in Argentinien mitverantwortlich, in der er bis 1955 weiter den Hass gegen die „Judentyrannei“ predigte. Nach dem Sturz Perons, und damit dem Verlust der ideologischen Unterstützung eines „dritten Wegs“ zwischen Kapitalismus und Kommunismus durch die Regierung, fand dies ein Ende. In Deutschland publizierte Leers unverdrossen in mehreren rechtsextremen Zeitungen unter verschiedenen Pseudonymen.

### Als Muslim
1955 ließ von Leers sich in al-Maʿādī bei Kairo in Ägypten nieder. Er wurde vom Mufti Mohammed Amin al-Husseini in Kairo persönlich begrüßt und konvertierte 1957 vom Christentum zum Islam, wonach er sich Omar Amin von Leers nannte. Der Islam war für ihn von jetzt an bis zum Tod „der einzige Retter der Menschheit“; das Christentum kennzeichnete er als „auf dem Wege der Fäulnis, und das Schicksal seiner Kirchen ist die moralische Zersetzung, so dass sie Eidgenossen des internationalen Zionismus und Mittel israelischer Propaganda werden“.
An den US-amerikanischen Faschisten Harold Keith Thompson (1922–2002) schrieb Leers 1958:

„Ganz klar gibt es immer mehr deutsche Patrioten, die mitmachen bei der Großen Arabischen Revolution gegen den abscheulichen Imperialismus. […] Das ist prima! Zum Teufel mit dem Christentum, denn in seinem Namen wurde Deutschland an unsere Unterdrücker ausgeliefert. Unser Platz, als eine unterdrückte Nation unter dem grässlichen, vom Westen kolonisierten Bonner Regime, muss an der Seite des arabischen nationalistischen Aufstands gegen den Westen sein. Lass Adenauer toben, dass anständige deutsche Patrioten nicht von jenen freiheitsliebenden arabischen Ländern an ihn oder an seine britischen und amerikanischen Bosse ausgeliefert werden. Mag das britische Schwein uns ‚Interventionisten‘ nennen; in kurzer Zeit wird die britische Intervention im Nahen Osten Geschichte sein, so, wie sie im Irak schon Geschichte ist, wo die ungläubigen Knechte des britischen Imperialismus alle getötet wurden. Allah sei Dank! Die Rückendeckung, welche die USA den jüdischen Tyrannen in Deutschland geben, wird den Aufstand der deutschen Nation bewirken. Wirklich, es gibt nur eine Hoffnung für unser Land: Befreiung vom westlichen Imperialismus durch Mitmachen bei der Gruppe der Antiimperialisten unter arabischer Führung!“

Unter Staatspräsident Gamal Abdel Nasser war von Leers im ägyptischen Auslandspropagandadienst tätig. Während dieser Zeit versuchte seine Frau Gesine von Leers, geb. Schmaltz (1891–1974), in Deutschland jahrelang erfolglos, eine politische Amnestie für ihren Gatten zu erwirken. Durch al-Husseini, den er in dessen Exil in Berlin 1941 kennengelernt hatte, gelangte er immer mehr zu der Ansicht, den Kampf gegen die Juden als einen religiösen aufzufassen. „Als Religion hat der Islam tatsächlich einen ewigen Dienst geleistet: Er verhinderte die drohende Eroberung Arabiens durch die Juden und besiegte die schrecklichen Lehren Jehovas durch eine reine Religion“, schrieb er. Mit reiner Religion meint er den Islam als das nationale „Artbild“ der Araber, im Gegensatz zu „universalen Religionen“, die für ihn vom Judentum verseucht sind.
Während seiner Zeit in Ägypten lernte er auch Ahmed Huber, einen vom Protestantismus zum Islam konvertierten Bankmanager und Journalisten aus der Schweiz, kennen. Er verhalf Hans Eisele, einem KZ-Arzt, 1958 zur Flucht vor einem drohenden Prozess. Ludwig Zind empfahl er erfolgreich den Weg nach Kairo, um sich vor einem möglichen Zugriff der deutschen Justiz zu schützen.
Unter dem Pseudonym Felix Wietholdt veröffentlichte er 1959 in der Zeitschrift Der Quell einen antisemitischen Artikel, der zum Verbot des von Mathilde Ludendorff gegründeten Bund für Gotterkenntnis führte.
Der Bundesnachrichtendienst gab 2013 bekannt, dass von Leers in zwei Perioden in Ägypten sein Mitarbeiter war: 1957 bis 1959 unter dem Namen Nazi-Emi und ab 1961 als Hannes. In den Archivalien, soweit bekanntgemacht, wird von Leers’ Rolle im BND als unergiebig bezeichnet.
Von Leers wurde nach seinem Tode auf Kosten des ägyptischen Staates nach Deutschland überführt und am 19. Juni 1965 in Schutterwald nach islamischem Ritus beerdigt.

## Veröffentlichungen (Auswahl)

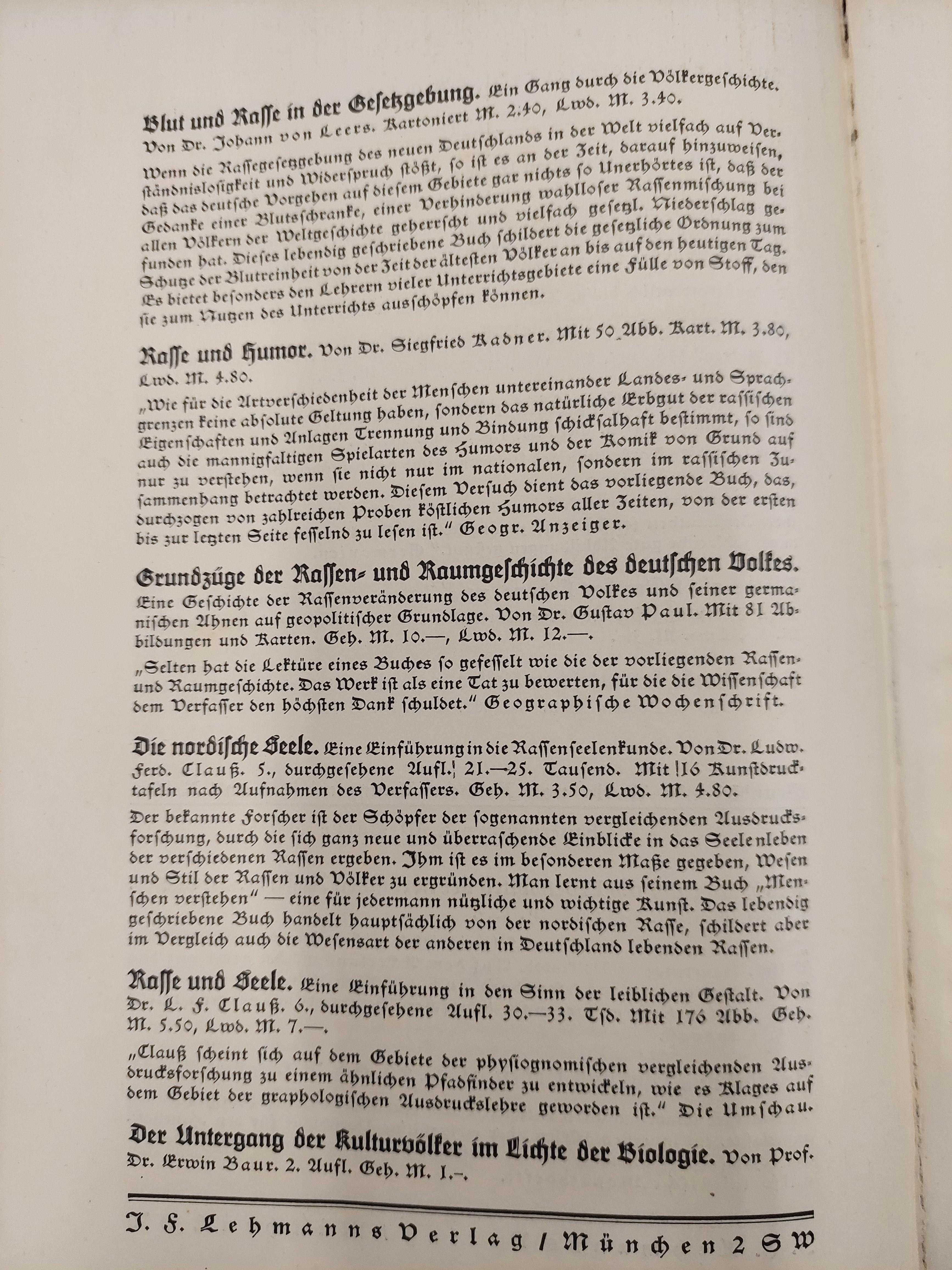
Verlagswerbung für Blut und Rasse in der Gesetzgebung (1936)

### Als Autor
- Forderung der Stunde: Juden raus. 4. Auflage. Hochmuth, Berlin 1934.
- 14 Jahre Judenrepublik. Die Geschichte eines Rassenkampfes. 2 Bände Nationalsozialistisches Druck- und Verlagshaus, Berlin-Schöneberg 1932.
- Reichskanzler Adolf Hitler. (= Männer und Mächte). Erw. Ausgabe. Kittler, 1933.
- Zur Geschichte des deutschen Antisemitismus,[32]  In: Theodor Fritsch: Handbuch der Judenfrage. Die wichtigsten Tatsachen zur Beurteilung des jüdischen Volkes. 32. neu bearb. Auflage. Hammer, Leipzig 1933. (JvL: diese Ausf. nur in den Aufl. ab 1933 mit 563 S.; Nachdruck: Faksimile-Verlag, Bremen 1991, ISBN 3-8179-0011-2, S. 503 ff.)
- Juden sehen dich an. Nationalsozialistisches Druck- und Verlagshaus, Berlin-Schöneberg 1933.[33]
- Der Kardinal und die Germanen. Eine Auseinandersetzung mit Kardinal Faulhaber. 1934.
- Spenglers weltpolitisches System und der Nationalsozialismus. Junker & Dünnhaupt, Berlin 1934.
- Geschichte auf rassischer Grundlage. Reclams Universalbibliothek, 7249, Leipzig 1934.[34]
- Das Odalsrecht bei den Japanern. In: Odal. Monatsschrift für Blut und Boden, Jg. 2, Heft 12, Juni 1934, S. 881–889.
- Der große deutsche Bauernkrieg – Wer hatte recht? In: Odal. Monatsschrift für Blut und Boden, Jg. 3, 1934, Heft 3, S. 162–171.
- Michael Geismayr – der Bauernfürst von Tirol. In: Odal. Monatsschrift für Blut und Boden, Jg. 3, 1934, Heft 4, S. 240–248.
- Stefan Fadinger, der Bauernführer des "Landl". In: Odal. Monatsschrift für Blut und Boden, Jg. 3, 1934, Heft 5, S. 314–319.
- Die dänischen Bauernkriege. In: Odal. Monatsschrift für Blut und Boden, Jg. 3, 1934, Heft 6, S. 391–398.
- Der deutschen Bauern 1000jähriger Kampf um deutsche Art und deutsches Recht. Blut & Boden, Goslar 1935.
- Blut und Rasse in der Gesetzgebung. Ein Gang durch die Völkergeschichte. J.F. Lehmanns, München 1936.[35]
- Deutsche: Die Kolonialpioniere Europas. Friedrich Bohnenberger, Stuttgart 1937.
- Arteigenes Recht und Unterricht. Hrsg. von der Reichsverwaltung des NSLB. (= Bayreuther Bücher für Erziehung und Unterricht). Verlagsgemeinschaft Wilhelm Crüwell & Deutscher Volksverlag, Dortmund u. a. 1937.[36]
- Das Lebensbild des deutschen Handwerks. Herausgegeben vom Deutschen Handwerksinstitut im Reichsstand des deutschen Handwerks. Zeleny, München 1938.
- mit Heinz Haushofer: Baiern führen den Pflug nach Osten. Wie des Reiches älteste Ostmark entstand. Blut-und-Boden-Verlag, Goslar 1938.
- Rassen, Völker und Volkstümer. 1939.
- mit Heinrich Hansen: Der deutsche Lehrer als Kulturschöpfer. Verlag Moritz Diesterweg, Frankfurt 1939. (Illustr. Martin Tille)
- Deutsche Rechtsgeschichte und deutsches Rechtsdenken. (= Rechtspflege und Verwaltung. Reihe 2, Band 6). Deutscher Rechtsverlag, Berlin 1939.
- Kanonen über der Steppe. Erzählung aus dem revolutionären Durchbruch der ersten Nachkriegsjahre. Enßlin & Laiblin, Reutlingen o. J. (1934). (Reprint: Parkland, Stuttgart ca. 1975)[37]
- Judentum und Gaunertum. Eine Wesens- und Lebensgemeinschaft. 1940.
- Odal. Das Lebensgesetz eines ewigen Deutschland. 1939 (Neuaufl. in 2 Bänden 1991 in einem rechtsradikalen Verlag).
- Juden hinter Stalin. Deutsche Informationsstelle, Berlin 1941.
- Kräfte hinter Roosevelt. Theodor Fritsch, Berlin 1941.
- mit Willy Becker: Nationalsozialistische Staatskunde. Bonneß & Hachfeld, Potsdam 1934 ff. (Zehn Selbstunterrichtsbriefe, geliefert nacheinander von 1934 bis 1942)
- Brennpunkte der Weltpolitik. Union, 1942.
- Judentum und Islam als Gegensätze. In: Die Judenfrage. H. 6., Nr. 24, 15. Dezember 1942, S. 275–278. Englische Übersetzung in: Andrew G. Bostom: The Legacy of Islamic Antisemitism. Prometheus, NY 2008, S. 619–625.
- De poort van Rusland opengebroken. 25 jaar Sovjet- en Jodenheerschappij. 25 jaar verschrikking en ellende. Westland, Amsterdam 1942.
- Die Verbrechernatur der Juden. P. Hochmuth, Berlin 1944.
- Das geschichtliche Gesetz unseres Kampfes. In: Bozner Tagblatt. 6. Mai 1944, S. 3 (Digitalisat).
- als Fritz Büttner: Unser Kanzler Ollenhauer und seine Paladine. Maison d'Édition Saif al Omar (en fondation), Cairo 1957.[38]
- Reich und Sonnenordnung. In: Der Weg. Monatshefte zur Kulturpflege und zum Aufbau. Dürer, Buenos Aires, Nr. 9, 1955, S. 555 ff.
- Reichsverräter II, 2. Folge. Sonderheft zu Der Weg. Dürer, Buenos Aires 1955.

### Als Schriftleiter
- Hauptschriftleiter „Wille und Weg. Monatsblätter der Reichspropagandaleitung der NSDAP“

### Als Mitarbeiter in Zeitschriften & Sammelwerken

#### Undatiert
- Reichswart
- Die Wehrmacht-Fachschule
- Der Weltkampf. Monatsschrift für Weltpolitik, völkische Kultur und die Judenfrage aller Länder. Hrsg. v. Graf E. Reventlow
- Die Westmark
- SS-Leithefte
- Der Angriff, unter dem Pseudonym M. Thomas,
- Deutscher Wissenschaftlicher Dienst
- Zs. Die Judenfrage
- Odal. Monatsschrift für Blut und Boden. Hrsg. v. Walther Darré, Alwin Seifert, Bernhard Kummer und Johann von Leers. Verlag Blut und Boden, Goslar[39]
- Deutsche Agrarpolitik. Monatsschrift für Deutsches Bauerntum
- Hakenkreuzbanner[40]
- Europäischer Wissenschaftsdienst[41]

#### Datiert
- Nationalsozialistische Monatshefte der NSDAP. Darin z. B. von Leers: Das Ende der jüdischen Wanderung. 4, 1933, S. 229–231.
- Was wir von unseren Studenten erwarten. in Der Jungarzt, 2, H. 7, 1934/35, S. 1–4.
- Deutsche Post aus dem Osten. Arbeitsgemeinschaft von Vereinen deutscher Kolonisten aus der Ukraine und Polen. Hrsg. von Harald Siewert. Verlag Volk und Reich.[42]
- Mit Walter Darré & Günther Pacyna: Deutsches Bauerntum. Drei Kapitel deutscher Geschichte. Reihe: Die Goslarer Volksbücherei, 1. - Hrsg. Reichsnährstand 1936.
- Mitteilungen des Zentralforschungsinstituts für Nationale Wirtschaftsordnung und Großraumwirtschaft. Bearb. Felix Kühl, Hrsg. Zentralforschungsinstitut für Nationale Wirtschaftsordnung und Großraumwirtschaft, Dresden. JvL belegt in Heft 1, 1943.
- Der Schulungsbrief. Das zentrale Monatsblatt der NSDAP und DAF. Hrsg.: Reichsorganisationsleiter der NSDAP, Hauptschulungsamt & Das Schulungsamt der DAF. Franz-Eher-Verlag Nachf., Berlin. Belegt: Überstaatliche Mächte im Zweiten Reich. Die Vorbereitung des Weltkrieges. 4. Jg. 1937, 9. Folge.
- Die Urgeistesgeschichte nach Herman Wirth. Quelle derzeit nicht bekannt, nur als Kopie belegt, S. 91–102.
- Curt Hotzel (Hrsg.): Deutscher Aufstand. Die Revolution des Nachkriegs. W. Kohlhammer, Stuttgart 1934, darin JvL: Weg und Aufstieg des Nationalsozialismus.
- Reihe: „Neugestaltung von Recht und Wirtschaft.“ Kohlhammer, Abt. Schaeffer, Leipzig[43]
- Hildegard von Marchtaler: Die Slomans. Geschichte einer Hamburger Reeder- und Kaufmannsfamilie. Hrsg. v. Ricardo Sloman. 2. Auflage. Kommissionsverlag Hans Christians, Hamburg 1939. Darin JvL: Der nordische Kultureinfluß in der Welt.
- JvL: Die Bedeutung der Völkertore im Westen. In: Die Westmark, 1940 (2. Jahreshälfte). Westmarkverlag Neustadt an der Weinstraße.
- Die Jugendburg. Erzählungen der Heimat. Hrsg. von Heinz Görz[44] Gieseking, Bielefeld, 2. Auflage. 1942. Beitr. von JvL, Thomas Bruck, Peter Osten,[45] Gert Holgen.
- Karl Schwarz (Hrsg.): Der Krieg, seine Vorgeschichte und seine Entwicklung bis zum 1. Februar 1940. Mit einem Anhang Johannes von Leers, Wilhelm Koppe und a.: Die historischen Gründe für Polens Niederbruch und Die unmittelbaren Ursachen des deutsch-polnischen Krieges. Stubenrauch, Berlin 1940.
- Max Hildebert Boehm & Karl Christian von Loesch (Hrsg.): Deutsches Grenzland. Jahrbuch des Instituts für Grenz- und Auslandsstudien 1936. Jg. 2. Deutsche Buchvertriebsstelle, Vertrieb nationaler Schriften, Berlin 1936. Darin JvL: Deutsche und Slawen.

### Als Herausgeber
- Nordische Welt. Monatsschrift für nordische Überlieferung und Geschichtserkenntnis auf rassischer Grundlage. Nordischer Verlag Ernst Precht, Berlin 1933–1937.[46]
- John Retcliffe: Auf dem Judenkirchhof in Prag. Steegemann, Berlin 1933 (Auszug aus Biarritz). Mit Einleitung JvL.[47]
- Zusammen mit Konrad Frenzel: Atlas zur Deutschen Geschichte der Jahre 1914 bis 1933. Velhagen & Klasing, Bielefeld 1934.[48]